# Gösta Hyltén-Cavallius (växtförädlare)
Gösta Hyltén-Cavallius, född 7 oktober 1889 i Östra Broby församling, Kristianstads län, död 1975, var en svensk trädgårdsmästare och växtförädlare.
Hyltén-Cavallius, som var son till överste Carl Fredrik Hyltén-Cavallius och Anna Cecilia Frick, avlade realskoleexamen 1907, praktiserade speciellt i fröodling inom- och utomlands 1905–1911, genomgick Königliche Gärtnerlehranstalt i Berlin-Dahlem 1912–1914, var försöksledare vid Alnarps trädgårdsskola samt sekreterare och konsulent vid Statens fröbyrå 1915–1916, avdelningschef vid Allmänna svenska utsädesbolaget i Svalöv 1917–1922, innehade egen firma i Malmö 1923–1925 och var verkställande direktör i AB Gösta Hyltén-Cavallius från 1926, varefter han blev växtförädlingsledare vid J.E. Ohlsens Enke AB i Malmö 1937. Han var även verksam vid sistnämnda företags anläggningar i Danmark samt utvecklade en mängd nya förädlingar av hög klass och blev en läromästare för många yngre inom området. Under andra världskriget var han Statens livsmedelskommissions sakkunnige i trädgårdsfröfrågor. Han var redaktör för Skånska trädgårdsföreningens tidskrift 1915–1917 samt föreningens sekreterare och skattmästare 1916–1917.